# Маландријано (Парма)
Маландријано је насеље у Италији у округу Парма, региону Емилија-Ромања.
Према процени из 2011. у насељу је живело 480 становника. Насеље се налази на надморској висини од 81 м.